# Georges Peignot
Georges Peignot (Paris, 24 juin 1872 - Givenchy-en-Gohelle, 28 septembre 1915) est un créateur de caractères, un fondeur de caractères et le gérant de la Fonderie G. Peignot & Fils jusqu’à sa mort au front, en 1915.
Père de quatre enfants (dont Charles Peignot et la poétesse Colette Peignot, dite Laure), il est, en 17 ans d’exercice, à l'origine de prestigieuses polices de caractères, dont le Grasset, le Cochin et le Garamond-Peignot, et il a hissé la Fonderie G. Peignot & Fils parmi les entreprises françaises de typographie les plus marquantes du XXe siècle.

## Biographie
Né en 1872, Georges Peignot est le quatrième enfant d’une fratrie de huit. Son père, Gustave Peignot, ingénieur des Arts et métiers, est à la tête d’une fonderie de blancs typographiques, créée en 1842 par Pierre Leclerc.
La fonderie avait été achetée à crédit en 1865 et avait été dirigée par sa mère, Clémentine Dupont de Vieux Pont (1815-1897), veuve de Laurent Peignot. La bailleresse s’était associée aux Peignot sous le nom Veuve Routier & Peignot, qui était devenu G. Peignot, société en nom propre en 1875 quand le prêt fut remboursé et la mère partie à la retraite.

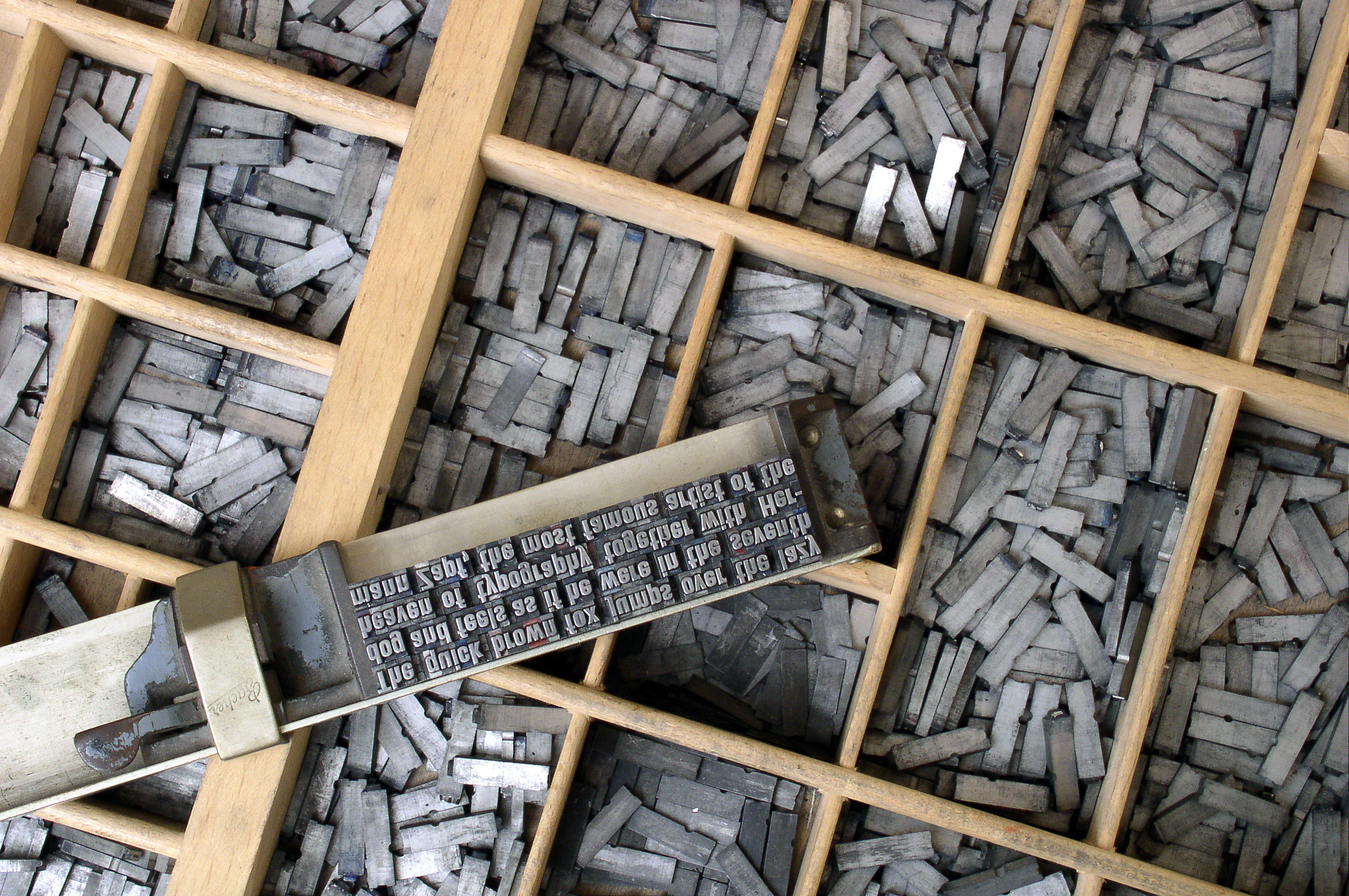
La composition typographique au plomb.

Georges Peignot commence par fréquenter sans succès le collège Chaptal, avant de suivre un apprentissage chez son parrain, Émile Faconnet, maître taille-doucier où se révèlent ses dons pour les arts graphiques. En 1890, il est admis aux Arts décoratifs. En 1891, il part à Leipzig pour y apprendre, dans la fonderie de caractères Schwieger, la gravure de poinçons sur acier non trempé. Il y découvre le monde des caractères d’imprimerie.
En 1892, il est à Hambourg dans la fonderie de caractères Gentzsch où, avec le fils de la maison du même âge, il fait le tour des services et des ateliers. Il continue à se passionner pour les caractères et passe comme à Leipzig tous ses temps libres à feuilleter les spécimens internationaux.
De retour en France en 1893, Georges Peignot fait deux ans et demi de service militaire, et sort adjudant, grade le plus élevé pour ceux qui n’ont pas le baccalauréat. En 1896, il épouse Suzanne Chardon (1876-1962), fille d’un imprimeur taille-doucier, chargé des impressions de la Chalcographie du Louvre.
Ils ont quatre enfants : Charles (1897-1983), Madeleine (1899-1944), Geneviève (1900-1993) et Colette (1903-1938).
Entré à la fonderie en 1896, Georges Peignot est chargé par son père de la gestion des fonds de caractères récemment acquis (fonderies Cochard & David et Longien) et, éventuellement, de la création de nouvelles polices. En 1898, son père, souffrant, réunit ses enfants ; il transforme la société en nom propre en une commandite familiale au nom de G. Peignot & Fils et il leur distribue les parts. Il a le temps de nommer Georges co-gérant avant de décéder l’année suivante.
En 1899, Georges Peignot devient seul gérant de l’entreprise. Les membres du Conseil sont Robert Peignot, ingénieur, fils aîné, chargé de la fabrication, Georges Peignot, et enfin Charles Tuleu, propriétaire de la fonderie Deberny et époux de Jane Peignot, la fille aînée. À l’assemblée du 14 mars 1906, Paul Payet, haut cadre des chemins de fer, époux de Julia Peignot, la seconde fille et conseil de la veuve Peignot, devient membre du Conseil sur instruction de la veuve.

## Grasset (1898)

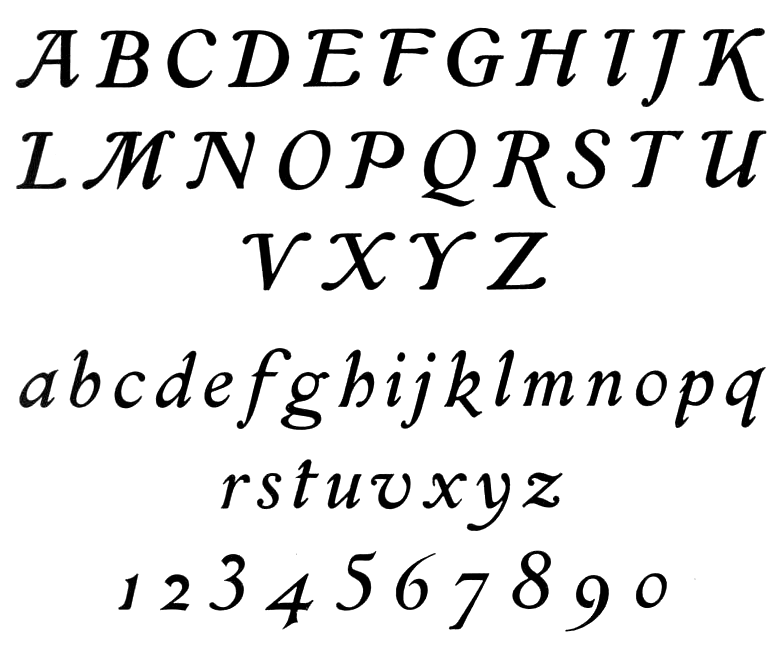
Grasset italique (1898).

En 1897, Georges Peignot, jeune industriel âgé de 25 ans, rencontre Eugène Grasset, déjà célèbre dans le monde de l’Art nouveau (pour son mobilier, ses affiches, ses timbres, les titres et maquettes de livres, les textiles imprimés et papiers peints, etc.). Or Grasset a librement adapté au calame l’alphabet romain de Nicolas Jenson (1471), avec l'intention de s'en servir pour imprimer son livre, Méthode de composition ornementale, traité qui reprend les cours qu’il donne à l’école Guérin. Avec l’accord de son père, Georges Peignot acquiert l’alphabet de Grasset, le dépose officiellement le 7 octobre 1897 sous le nom de « Grasset » et en confie la gravure à Henri Parmentier, graveur de l’usine. Pour permettre des compositions harmonieuses, il décide d’offrir treize corps de ce même caractère et « pour la première fois dans un atelier français on établit l’échelle des corps d’un caractère par réductions photographiques du dessin d’auteur » (Thibaudeau).
À l’automne 1898 sort, imprimé en Grasset, Les Aventures merveilleuses de Huon de Bordeaux, chanson de geste (car le Moyen Âge est l’époque favorite de l’Art nouveau). Le monde de la typographie est alerté et paraît favorable. En 1900, sept corps seulement sont gravés ; les demandes affluent et il faut commercialiser. Georges Peignot et Francis Thibaudeau, maître typographe de grande qualité qu’il vient d’engager, créent une petite plaquette d’un discret mais très bon goût[non neutre]. À l’envoi des plaquettes correspond un afflux de commandes (auquel contribuent les premiers caractères Auriol, cf. ci-dessous). Parallèlement, les éloges de la presse spécialisée et des connaisseurs d’art déferlent[réf. nécessaire]. Dans les cours d’immeubles du boulevard de Montrouge (plus tard rebaptisé en Edgar-Quinet) où ils sont installés depuis 34 ans, les ateliers Peignot sont brusquement engorgés.
Le succès vaut à Georges Peignot, à 29 ans, la reconnaissance de ses pairs : il devient trésorier de la Chambre syndicale. On le copie également : en juin 1902, il doit faire saisir des caractères à la fonderie Renault. Le procès en contrefaçon est perdu en 1905 et l’entreprise G. Peignot & Fils condamnée aux dépens pour avoir… accusé la fonderie Renault d’avoir copié Gryphe, éditeur lyonnais du XVIe siècle, amateur du Jenson, dont l’œuvre appartient à tous et peut donc être copiée. Les juges parce que gros lecteurs croient connaître la typographie mais ils l’ignorent et condamnent G. Peignot & Fils sans égard pour le tracé particulier du calame et les autres qualités spécifiques du Grasset.
L’accroissement très important des fabrications dû au succès des nouveaux caractères (Grasset, Auriol) ne peut bientôt plus être traité dans les anciens locaux de la veuve Routier. En 1902, la Fonderie achète un terrain au coin des rues Cabanis et Ferrus (XIVe arrondissement) et demande à l’architecte Paul Friesé d’y construire sa nouvelle usine dont les surfaces sont minutieusement étudiées. Parallèlement, deux des frères de Georges Peignot, Robert (ingénieur des Arts et métiers) et Lucien (ingénieur de l’École centrale), voguent vers les États-Unis où ils savent trouver les fondeuses automatiques les plus modernes. La nouvelle usine ouvre en 1904, rue Cabanis.

## Auriol et autres fontes (1902)

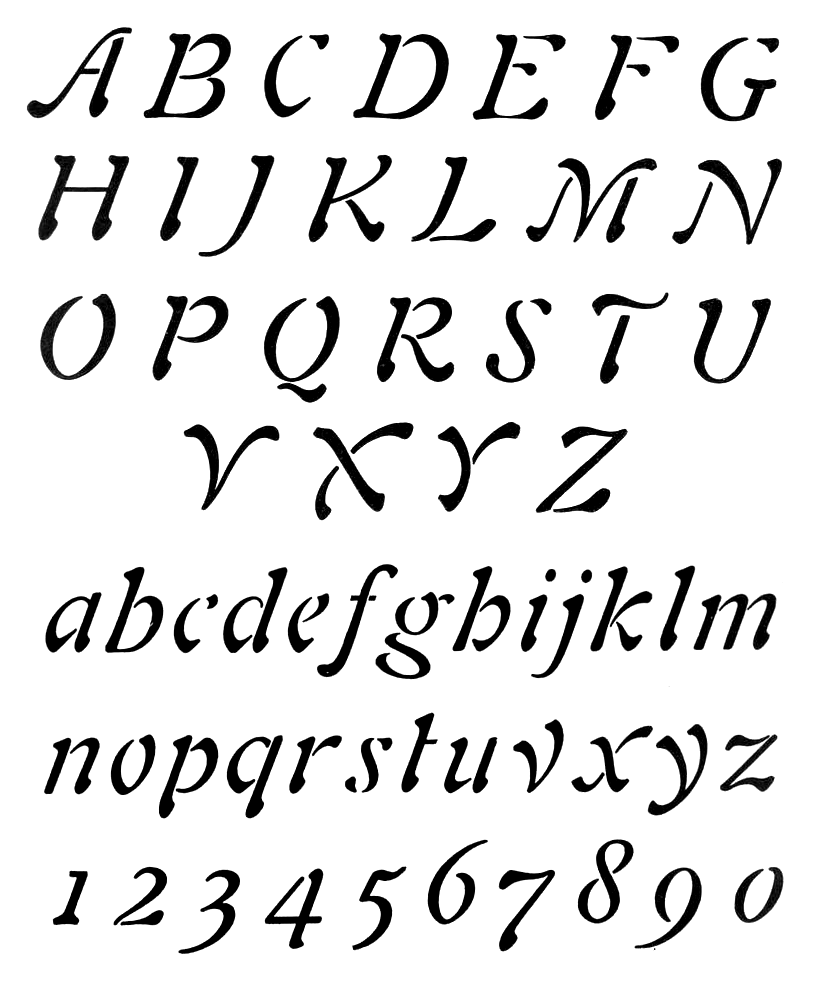
Auriol italique (1904)

En 1898, Georges Peignot commande à George Auriol (de son vrai nom Georges Huyot), un chansonnier-poète-peintre très doué en calligraphie, un caractère de style Art nouveau. En 1899, Auriol propose la Française Légère que Georges Peignot dépose le 11 octobre 1899 et dont il lance la gravure malgré l’opposition de sa famille. En 1902, l’alphabet complet est disponible dans cinq corps ; le succès est au rendez-vous, mais la carrière du nouveau caractère ne sera pas aussi productive que celle du Grasset : ce caractère de fantaisie, contrairement aux caractères de labeur comme le Didot ou le Garamond, est destiné aux textes courts, qu’il s’agisse de publicité, de sous-titres, etc. ; pour un fondeur donc, qui dit fantaisie dit peu d’usure du plomb, donc peu de renouvellement des caractères.
Les années qui suivent continuent dans la fantaisie : Georges Peignot lance l’Auriol Labeur (1904), la Française Allongée (1905), l’Auriol Champlevé (1906), la série des huit Robur (noir, pâle, tigré, clair-de-lune, etc., 1907). On comprend le risque qu’a pris Georges Peignot avec ces caractères « fantaisie » : en ne respectant pas la structure classique de la lettre (immuable depuis le XVe siècle), il risquait que ses clients clients ne sacrifient la lisibilité à la beauté du caractère Auriol, très Art nouveau. En revanche, pour les caractères de labeur, avec lesquels on risque l’ennui, Georges Peignot préconise une « typographie », ce qui — pour lui — veut dire qu’un caractère de labeur doit être proposé en de nombreux corps avec son italique, ses vignettes et ses ornements. Il veut égayer la lecture !
En effet, la carrière du Grasset, caractère de labeur s’il en est, s’enrichit de la publication d’une série d’ornements et de vignettes. En 1901 sort une plaquette intitulée Album d’application des nouvelles créations françaises, véritable pamphlet argumenté par Francis Thibaudeau en faveur de l’Art nouveau. En 1901, les créations de George Auriol furent également consacrées par deux séries de « lianes, fleurs, flammes » que Francis Thibaudeau met en pages sous forme de deux opuscules (Vignettes Art Français et Ornements français, 31 pages publiées ensuite dans le Spécimen général).

## Publication duSpécimen(1903)
Ce n’est qu’après avoir lancé les treize corps du Grasset et la Française-Légère (cinq corps), que Georges Peignot décide de faire paraître un Spécimen et de profiter ainsi de l’énorme succès de ses nouveaux caractères et faire aussi connaître aux clients-imprimeurs les polices acquises par la Fonderie G. Peignot & Fils par rachats de fonderies.
Le Spécimen est constitué de deux tomes de 450 et 200 pages (le premier paraît à la fin du mois de juillet 1903, le second en 1906). La mise en pages est généreuse : 7 têtes de chapitres en 4 couleurs, présentation aérée de chaque caractère ou ornement, souvent en deux couleurs, avec déclinaison de différents corps dans des phrases amusantes ou instructives. Véritables réussites esthétiques, les deux volumes sont également utiles : tous les détails techniques pouvant servir à un imprimeur sont clairement exposés sous forme de tableaux, listes, schémas : tarifs de retour des vieilles fontes, dimensions des différents formats pliés, instructions sur la coupe des filets, etc. Le texte est sérieux et savant : le dernier chapitre est consacré par Francis Thibaudeau à une rétrospective de la typographie et de ses décors, de la Renaissance à ce jour.
Le second tome paraît en 1906 ; il est une illustration par pages entières des caractères les plus importants énoncés dans le premier volume. On offre avant tout à l’imprimeur la possibilité de se faire une idée de la lisibilité et de la « couleur » (valeur de gris typographique de la page) de chaque caractère. Ces deux volumes sont abondamment distribués.

## Cochin (1912)

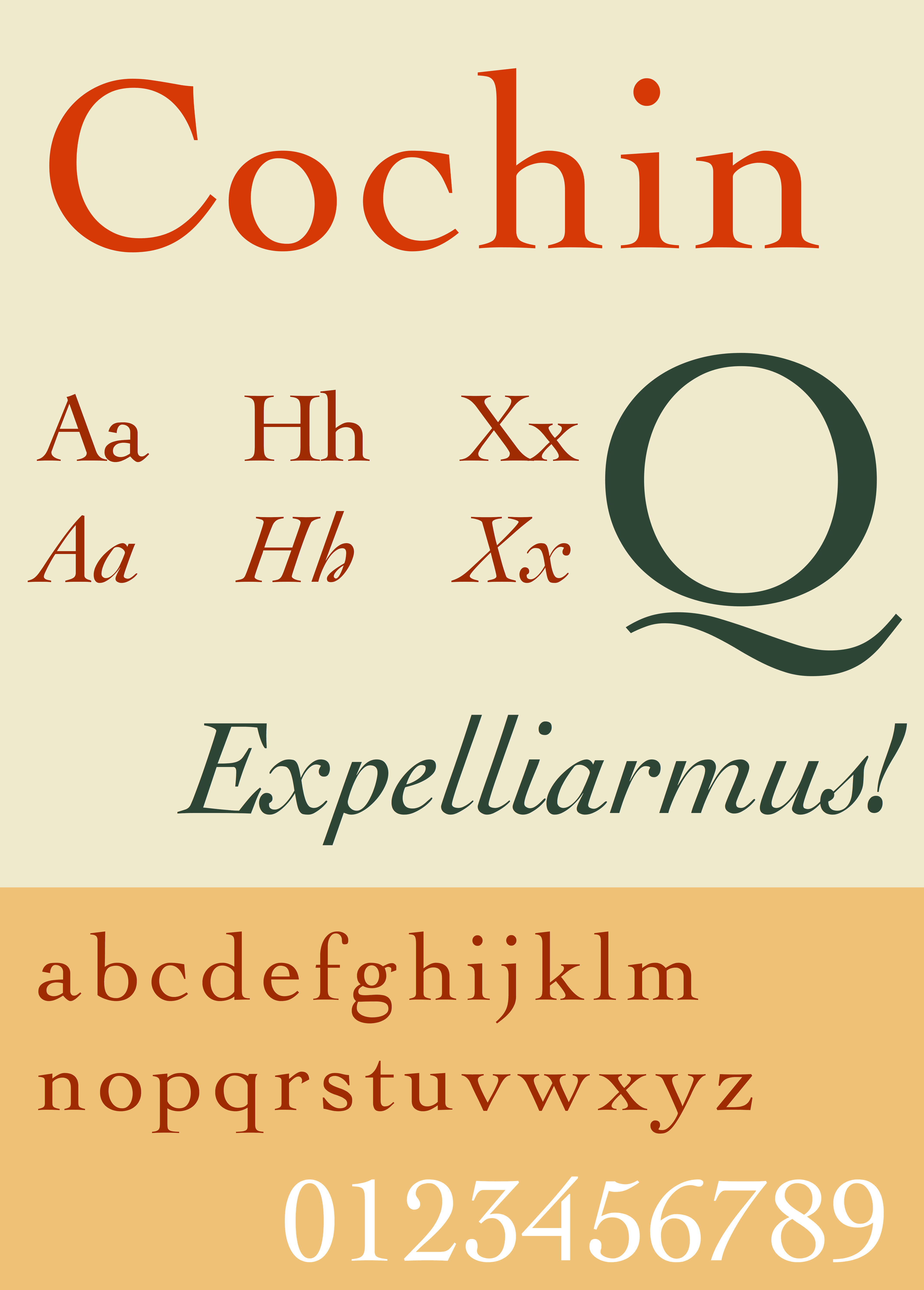
Cochin (1912).

En 1910, Georges Peignot lance le Bellery-Desfontaines, un caractère de fantaisie de haut de gamme dont toute forme végétale est exclue. Il cherche son nouveau caractère de labeur, car le Grasset lui-même s’essouffle.
Il trouve son inspiration dans les gravures du XVIIIe siècle : soutenu par Lucien, son frère cadet devenu co-gérant et ami intime, et par son typographe en chef Francis Thibaudeau, il remarque que les graveurs de l’époque récusent le style solennel des fondeurs Luce, Fournier, Didot… et préfèrent graver eux-mêmes des textes moins figés qui accompagnent les illustrations dont ils ont la charge. Il s’intéresse aux œuvres du graveur et dessinateur des Menus-Plaisirs du roi : Cochin. Il donne son nom Cochin à la famille de caractères à l’époque la plus connue, dont encore aujourd’hui l’auteur est ignoré. Il est présenté en octobre 1912. Le Nicolas-Cochin aux hampes étirées, le Moreau-le-jeune, caractère champlevé, et le Fournier-le-Jeune, caractère d’ornement vieux de 200 ans remis en usage à l’occasion, au total 2 000 poinçons représentant les Cochins, sont mis sur le marché en janvier 1914. Pour compléter la collection, des décors adéquats et des lettres ornées ont été confiés à Pierre Roy et André-Édouard Marty, illustrateurs à la Gazette du bon ton.
En 1912, les Cochin sont lancés. Ils sont présentés de deux manières différentes : la première rappelle la publication du Huon de Bordeaux en Grasset et consiste, avant la commercialisation des plombs, à composer en caractères Cochin une nouvelle revue de mode de haut luxe : La Gazette du bon ton (lancée par Lucien Vogel de Vogue, du Jardin des modes, etc.). Le succès est grand, non seulement à cause du Cochin totalement nouveau mais aussi parce que cette revue dépasse tout ce qu’on a pu voir en matière de bon goût, de qualité des illustrations (généralement des aquarelles), de découvertes des nouvelles tendances, etc.
Le deuxième et le plus important vecteur de promotion du Cochin fut sa plaquette de très haute qualité typographique, publiée le 18 janvier 1914. Il avait fallu deux ans pour graver les 2 000 poinçons (62 alphabets), plus ornements et vignettes : le trio Georges Peignot, Lucien Peignot, Francis Thibaudeau a eu le temps de fourbir ses armes de séduction. Couverture vieux-rose et or, support en papier vergé blanc ou mi-teinte, impression en noir, or ou couleurs, exemples pleine page ou bilboquets collés, illustrations par l’emploi de vignettes Roy et Marty. Enfin, grâce à Lucien Peignot, le texte est d’excellente tenue littéraire.

## Garamond (1912)

Garamond-Peignot (1912).

Conséquence du Cochin et de quelques acquisitions très rentables (ainsi le Didot du fonds Beaudoire), les bénéfices de l’entreprise G. Peignot & Fils culminent à des hauteurs imprévues. Georges Peignot n’en profite pas car il est mis en minorité au sein du directoire de l’entreprise par une manœuvre de sa mère (qui exprime par là son hostilité au fils mal-aimé et sa préférence pour ses deux aînés, Jane Tuleu et Robert, que son mari avait exclus des décisions). Aux attaques personnelles au sein de sa famille (essentiellement ourdies par sa mère, Marie Laporte-Peignot, elle-même conseillée par Paul Payet), s’ajoutent les graves préoccupations causées par les constantes améliorations des composeuses dont il prévoit le danger depuis 1905.
Abattu, dépressif, Georges Peignot s’éloigne de la gestion quotidienne de l’entreprise qu’il confie à son cadet Lucien, et se consacre au lancement d’un nouveau caractère. Il avait remarqué que le Garamond du XVIe siècle avait été créé à une époque où l’on imprimait sur du papier épais à base de chiffon, dans lequel les caractères s’enfonçaient en laissant une trace plus grasse que leur œil ; le même caractère utilisé sur un papier à base de bois paraît maigre. Son idée est de rendre au caractère la graisse d’origine trouvée sur papier chiffon. Il se lance dans la fabrication d’un nouveau caractère Garamond avec l’aide du graveur Henri Parmentier — mais le résultat ne sera présenté et commercialisé qu’en 1926, onze ans après sa mort. Il aura un grand succès, durable, ne serait-ce que pour servir les textes de la collection La Pléiade. De la même manière, la police de caractères commandée en 1910 au graveur Bernard Naudin et livrée en 1914 ne sera mise sur le marché qu’en 1924 (sans grand succès).

## Guerre, sacrifice, mort
Quand la Guerre est déclarée, Georges est mobilisé comme adjudant d’artillerie de l'armée territoriale (composée d'hommes âgés de 34 à 49 ans considérés comme trop âgés et plus assez entraînés pour intégrer un régiment de première ligne d’active ou de réserve). Il est affecté à la 23e batterie du 1er régiment d’artillerie, et cantonné au fort de Cormeilles. Le 25 septembre 1914, son frère cadet le plus proche, André Peignot, est tué. Le choc est immense pour Georges Peignot. Aussitôt, il demande à partir sur le front dans le même régiment que son frère, le 23e régiment d’infanterie coloniale. En mars, il y est affecté en première ligne.

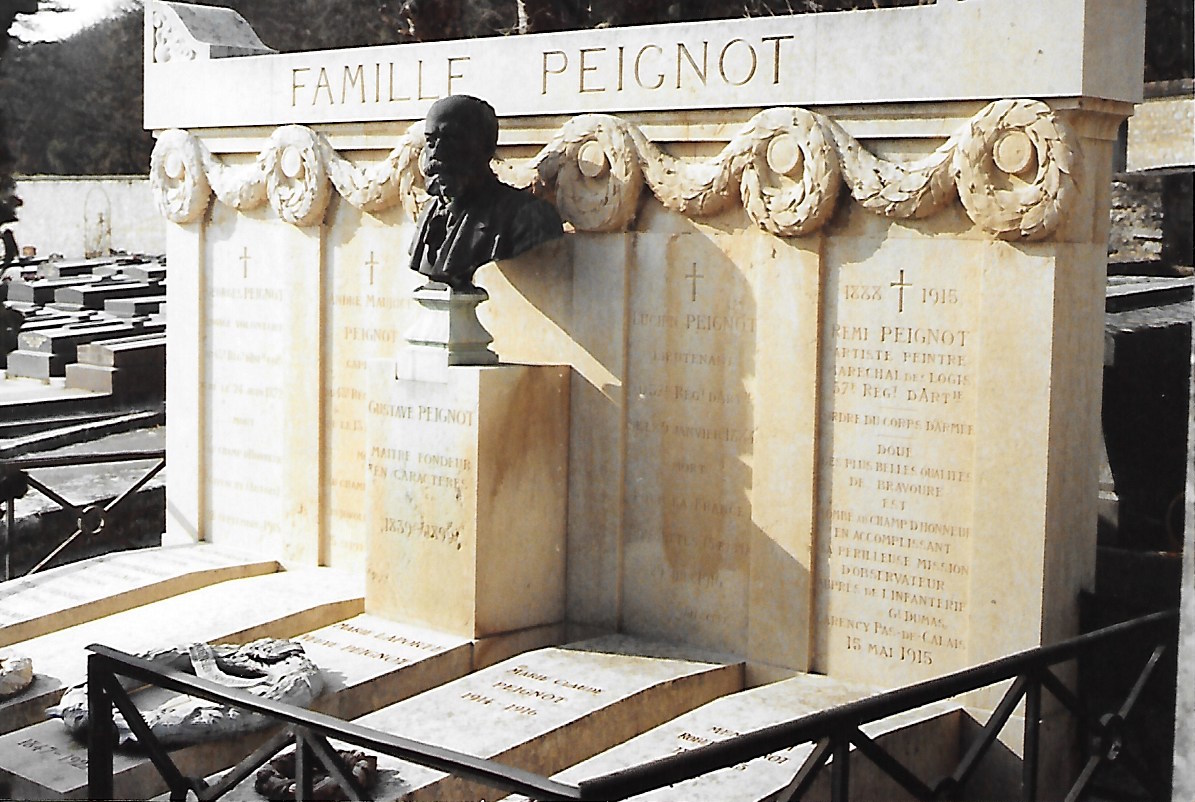
Tombe de Georges Peignot au cimetière de Fontainebleau

Tout va très vite : le 15 mai 1915, le plus jeune de ses frères, Rémy, est tué dans le même secteur du front de Somme. Le 25 juillet, Georges Peignot transmet à son cousin côté maternel, Henri Menut, ses pouvoirs de gérant de la commandite. Le 28 septembre 1915, au nord d’Arras, entre Souchez et Givenchy, Georges Peignot est frappé d’une balle en plein front « tout de suite après avoir crié à ses troupes : “En avant !” », ainsi que le rapporte Lucien Peignot, le quatrième et dernier frère, que la guerre emportera également le 29 juin 1916, et qui avait mené une longue enquête pour retrouver son frère perdu un mois dans le no man’s land où il avait été abattu. Georges Peignot, enterré à côté de Rémy, est cité à l’ordre de la Division et décoré de la croix de guerre et de la médaille militaire.

## Postérité
Louis Barthou, ancien Président du Conseil, écrit en 1916 à propos de Georges Peignot qu’il faut en lui « apprécier son intelligence active et ouverte, impatiente d’initiatives, la droiture de son caractère ferme et loyal, sa passion frémissante et réfléchie pour le noble métier auquel il avait voué sa vie ». Il cite plusieurs passages de ses lettres, tels que celui-ci : « Quoi qu’il arrive, je veux aujourd’hui que le sacrifice de ma vie assure à vos cœurs une noblesse qui vous placera au-dessus du souci matériel de l’existence. »
Georges Lecomte, directeur de l’École Estienne, dit en 1918 de Georges et Lucien : « Les frères Peignot avaient conquis l’affectueuse estime de tous les industriels du Livre, imprimeurs et éditeurs, des artisans et ouvriers de la profession, des amateurs de belles éditions, des écrivains attentifs à la manière dont on les imprime. » Ils étaient venus en 1914 lui présenter les Cochins et il se souvient encore de « leur ton de simplicité grave et de satisfaction très modeste, […] d’une amabilité raffinée mais sans artifice ».
En 1922, la Commission de l’enseignement et des beaux-arts propose d'honorer l'histoire des Peignot : elle fait transporter les poinçons de la Fonderie et le buste en bronze de Gustave Peignot dans l’immeuble de l’Imprimerie nationale, longé par la rue Gutenberg. Elle propose que le prolongement de cette rue soit baptisé rue des Quatre-Frères-Peignot en souvenir des quatre morts de la Guerre de 1914-1918 et du grand renom qu’ont leurs créations. Un « reliquaire des frères Peignot », conservé au Musée de la Légion d'honneur à Paris, témoigne également de la patrimonialisation.
Le typographe Maximilien Vox reconnaît sa dette envers Georges Peignot, pour qui il fut « le premier fondeur de caractères français qui ne pensait pas que son travail se résumait à fournir aux imprimeurs des petits bouts de métal ».
La postérité de la fonderie est entachée par des manœuvres familiales : Georges Peignot décédé ainsi que quatre de ses autres frères (dont l'aîné mort de maladie en 1913), il ne reste comme successeur potentiel que les deux filles et la mère. Cette dernière parvient en 1919 à imposer à ses enfants survivants ou à leurs veuves une augmentation de 1 million du capital de la fonderie Deberny en difficulté financière. En 1923 naît sous la plume de Me Pascaut, notaire, une Fonderie Deberny et Peignot, issue de la fusion de Deberny (2,6 millions, dont 1 million Peignot) et de G. Peignot et Fils brièvement renommée Peignot & Cie (4,1 millions). La S.A. Deberny et Peignot vivotera un demi-siècle, roulant sur sa gloire passée, et s'éteindra, exsangue, en butte aux composeuses, aux photocomposeuses et à des gestionnaires hasardeux.

## Liste des caractères lancés par Georges Peignot
- Dessinés au calame par Eugène Grasset (1898-1901)
  - Grasset romain
  - Grasset italique
  - Ornements Grasset et M. de Lambert
- Dessinés au pinceau par Georges Auriol (1902-1907)
  - Française-légère
  - Française-allongée
  - Auriol-labeur
  - Auriol-champlevé
  - Robur (noir, pâle, tigré, clair-de-lune, etc.)
  - Vignettes et ornements Auriol
- Dessinés par Henri Bellery-Desfontaines (1910-1912)
  - Bellery-Desfontaines-large
  - Bellery-Desfontaines-étroit
  - Vignettes et motifs Bellery
- Anonyme (1910)
  - Polyphème (gras)
  - Cyclopéen (maigre)
- Adaptés des gravures du XVIIIe siècle par G. Peignot & Fils (1912-1914)
  - Cochin romain
  - Cochin italique
  - Nicolas-Cochin romain, gravés par le graveur de poinçons Charles Malin
  - Nicolas-Cochin italique, gravés par Charles Malin
  - Moreau-le-Jeune
  - Fournier-le-Jeune
  - Vignettes et ornements Fournier, P. Roy et A. Marty
- Gravés par Henri Parmentier, à partir des empreintes sur papier chiffon du caractère Garamond original, avec la collaboration de Georges Peignot ; par G. Peignot & Fils (1912-1914). Lancés en 1926
  - Garamond romain
  - Garamond italique
  - Vignettes Garamond (anciennes, modernes de René Ben Sussan, après-guerre)
- Dessinés par Bernard Naudin (1909-1914). Lancés en 1924
  - Naudin romain
  - Naudin italique
  - Naudin champlevé
  - Fleurons Naudin
- Dessinés par Guy Arnoux (1914), inspirés de l’époque révolutionnaire. Non terminés. Une épreuve en septembre 1914
  - Guy-Arnoux capitales

## Distinctions
- Médaille militaire
- Croix de guerre
- Palmes académiques